# Суальєйра
Суальєйра (порт. Soalheira; МФА: [su.ɐ.ˈʎɐj.ɾɐ]) — парафія в Португалії, у муніципалітеті Фундан. Розташована в східній частині країни, на теренах історичної португальської провінції Бейра. Входить до складу округу Каштелу-Бранку. За адміністративним поділом, чинним до 1976 року, терени парафії були складовою провінції Нижня Бейра. Належить до Порталегрівсько-Каштелу-Бранківської діоцезії Католицької церкви. Патрон — святий Лаврентій. Площа — 12,4229 км². Населення — 891 ос. (2011). Слабо урбанізований регіон. Густота населення — 71,72 осіб/км²
. Код — 050425.

## Населення
| Кількість мешканців | Кількість мешканців | Кількість мешканців | Кількість мешканців | Кількість мешканців | Кількість мешканців | Кількість мешканців | Кількість мешканців | Кількість мешканців | Кількість мешканців | Кількість мешканців | Кількість мешканців | Кількість мешканців | Кількість мешканців | Кількість мешканців |
| ------------------- | ------------------- | ------------------- | ------------------- | ------------------- | ------------------- | ------------------- | ------------------- | ------------------- | ------------------- | ------------------- | ------------------- | ------------------- | ------------------- | ------------------- |
| 1864                | 1878                | 1890                | 1900                | 1911                | 1920                | 1930                | 1940                | 1950                | 1960                | 1970                | 1981                | 1991                | 2001                | 2011                |
| 845                 | 903                 | 1 035               | 1 077               | 1 279               | 1 331               | 1 398               | 1 574               | 1 801               | 1 545               | 2 109               | 1 244               | 1 172               | 1 130               | 891                 |